# Deto bucculenta
Deto bucculenta là một loài chân đều trong họ Detonidae. Loài này được Nicolet miêu tả khoa học năm 1849.